# Ami Matsuo
Ami Matsuo (ur. 11 sierpnia 1996 w Sydney) – australijska pływaczka pochodząca z Japonii, specjalizująca się w stylu dowolnym.
W 2013 roku wywalczyła srebrny medal mistrzostw świata w Barcelonie w sztafecie 4 x 200 m stylem dowolnym (wspólnie z Bronte Barratt, Kylie Palmer, Brittany Elmslie, Alicią Coutts i Emmą McKeon).